# Sririta Jensen
Sririta Jensen, nota anche con lo pseudonimo di Rita (ริต้า) (thai: ศรีริต้า เจนเซ่น; Bangkok, 27 ottobre 1981), è una modella e attrice thailandese, nota per aver partecipato a The Face Thailand (2018).

## Biografia
Sririta "Rita" Jensen è nata il 27 ottobre 1981 in Indonesia ed è una modella e attrice thai/danese che ha studiato alla Bangkok University.
La sua carriera è iniziata con ruoli di guest star in serie televisive. Poi è diventata più nota, in Thailandia, come modella e ha partecipato a diverse campagne pubblicitarie nazionali, apparendo in numerose copertine di riviste. I suoi film più noti sono 999-9999 del 2002 per la televisione ha interpretato: Oh Moon, Oh Goddess (2005), Pim Mala (2011), Forget me not (2014)  e la serie televisiva della Television Broadcasts Limited di Hong Kong, Split Second e aver partecipato a The Face Thailand (2018). È inoltre apparsa in numerosi video musicali e come modella ha lavorato per Lux.

## Filmografia
- 999-9999 (2002)
- Xtreme Limit (2004)

## Televisione

### Serie TV
- Nam Sai Jai Jing (2000)
- Split Second (2001)
- It's Not Love (2004)
- Oh Moon, Oh Goddess (2005)
- Orange Jasmine Scent (2007)
- The Jewel of Bangbod (2007)
- Operation Golden Shelf (2008)
- Trace of Love (2008)
- Prasart Meud (2008)
- Susarn Phutesuan (2009)
- The Moonlight Crown (2009)
- Lustrous Design of Love (2010)
- Sira Patchara Duang Jai Nak Rope (2010)
- Pim Mala (2011)
- Buang (2012)
- Woon Wai Sabai Dee (2012)
- Manee Sawad (2013)
- Farm Euy Farm Ruk (2013)
- Tang Dern Haeng Ruk (2014)
- Jao Ban Jao Ruen (2015)

### Programmi televisivi
- The Face Thailand (stagione 4) (2018)